# Ридесхајм на Рајни
Ридесхајм ам Рајн (њем. Rüdesheim am Rhein) град је у њемачкој савезној држави Хесен. Једно је од 17 општинских средишта округа Рајнгау-Таунус. Према процјени из 2010. у граду је живјело 9.671 становника. Посједује регионалну шифру (AGS) 6439013.

## Географски и демографски подаци
Ридесхајм ам Рајн се налази у савезној држави Хесен у округу Рајнгау-Таунус. Град се налази на надморској висини од 86 метара. Површина општине износи 51,4 km². У самом граду је, према процјени из 2010. године, живјело 9.671 становника. Просјечна густина становништва износи 188 становника/km².

## Међународна сарадња
| Мјесто     | Држава               | Врста сарадње | Од    |
| ---------- | -------------------- | ------------- | ----- |
|            | Француска            | партнерство   | 1967. |
| Мезокевешд | Мађарска             | пријатељство  | 1991. |
| Сванаџ     | Уједињено Краљевство | партнерство   | 1986. |
|            | Француска            | партнерство   | 1971. |
|            | Француска            | партнерство   | 1961. |
| Извор      |                      |               |       |